# Top Gun (film)
A Top Gun egy 1986-ban készült amerikai akciófilm, amelyet Tony Scott rendezett. Ehud Yonay-nak a California magazinban megjelent Top Guns című cikke ihlette a forgatókönyvet. A nyolcvanas évek egyik meghatározó filmje. Betétdala, a Take My Breath Away a Berlin együttes előadásában Oscar-díj nyertes lett a legjobb eredeti dal kategóriában. A filmből videójáték is készült.

## Cselekmény
Pete "Maverick" Mitchell, az ifjú pilóta vágya a legjobbnak lenni. Sikerül is bekerülnie azok sorába, akik részt vehetnek az öthetes TOPGUN elnevezésű kiképzésen. Leplezetlen akaratosságával sokak számára ellenszenvessé teszi magát. Egy gyakorlaton barátja balesetet szenved és meghal. Pete magát vádolja a szerencsétlenségért, és soha többé nem akar felszállni…

## Szereplők
| Szereplő                        | Színész           | Magyar hang          | Magyar hang        |
| Szereplő                        | Színész           | 1. magyar változat   | 2. magyar változat |
| ------------------------------- | ----------------- | -------------------- | ------------------ |
| Pete "Maverick" Mitchell        | Tom Cruise        | Kautzky Armand       | Kautzky Armand     |
| Charlotte "Charlie" Blackwood   | Kelly McGillis    | Bertalan Ágnes       | Román Judit        |
| Tom "Iceman" Kazansky hadnagy   | Val Kilmer        | Görög László         | Galambos Péter     |
| Nick "Goose" Bradshaw hadnagy   | Anthony Edwards   | Rékasi Károly        | Józsa Imre         |
| Mike "Viper" Metcalf parancsnok | Tom Skerritt      | Fülöp Zsigmond       | Forgács Gábor      |
| Rick "Jester" Heatherly őrnagy  | Michael Ironside  | Hankó Attila         | Végh Péter         |
| Bill "Cougar" Cortell           | John Stockwell    | Csankó Zoltán        | Papp Dániel        |
| Leonard "Wolfman" Wolfe         | Barry Tubb        | Forgács Péter        |                    |
| Don "Slider" Kerner hadnagy     | Rick Rossovich    | Szabó Sipos Barnabás | Schnell Ádám       |
| Sam "Merlin" Wells hadnagy      | Tim Robbins       | Oberfrank Pál        | Kapácsy Miklós     |
| Carol Bradshaw                  | Meg Ryan          | Tallós Rita          | Ábel Anita         |
| Davis hadnagy                   | Randall Brady     |                      |                    |
| Rick "Hollywood" Neven hadnagy  | Whip Hubley       | Selmeczi Roland      | Csőre Gábor        |
| Tom "Stinger" Jordan            | James Tolkan      | Kristóf Tibor        | Barbinek Péter     |
| Mrs.Metcalf                     | Linda Rae Jurgens |                      |                    |
| Perry Siedenthal                | Pete Pettigrew    |                      |                    |
| Bartender                       | Frank Pesce       |                      |                    |
|                                 | Taylor Middleton  |                      |                    |
|                                 | Troy Hunter       |                      |                    |
| Chipper                         | Adrian Pasdar     |                      |                    |
|                                 | Iain Garrett      |                      |                    |
| Sundown                         | Clarence Gilyard  | Kálid Artúr          |                    |
|                                 | Ron Clark         |                      |                    |
| Sprawl                          | Brian Sheehan     |                      |                    |
| Johnson légimarsall             | Duke Stroud       |                      |                    |

## Filmzene
1. Kenny Loggins – "Danger Zone"
2. Teena Marie – "Lead Me On"
3. The Miami Sound Machine – "Hot Summer Nights"
4. Loverboy – "Heaven In Your Eyes"
5. Harold Faltermeyer & Steve Stevens – "Top Gun Anthem"
6. Cheap Trick – "Mighty Wings"
7. Kenny Loggins – "Playing With The Boys"
8. Berlin – "Take My Breath Away"
9. Marietta Waters – "Destination Unknown"
10. Giorgio Moroder feat. Joe Pizzulo – "Radar Radio"
11. "Great Balls of Fire"
12. Otis Redding – "(Sittin' On) The Dock Of The Bay"
13. The Righteous Brothers – "You've Lost That Lovin' Feeling"
14. Tom Cruise & Anthony Edwards – "You've Lost That Lovin' Feeling"
15. Anthony Edwards, Meg Ryan, Tom Cruise & Kelly McGillis – "Great Balls of Fire"

## Díjak, jelölések
| Év   | Díj                           | Kategória                            | Jelölt                                                          | Eredmény |
| ---- | ----------------------------- | ------------------------------------ | --------------------------------------------------------------- | -------- |
| 1988 | Award of the Japanese Academy | Legjobb idegen nyelvű film           |                                                                 | Jelölve  |
| 1987 | ASCAP Award                   | Legjobb film betétdal                | Giorgio Moroder Tom Whitlock "Take My Breath Away"              | Elnyerte |
| 1987 | ASCAP Award                   | Top Box Office Films                 | Harold Faltermeyer                                              | Elnyerte |
| 1987 | Oscar-díj                     | Legjobb zene                         | Giorgio Moroder Tom Whitlock "Take My Breath Away"              | Elnyerte |
| 1987 | Oscar-díj                     | Legjobb effektusok, Hangeffekt vágás | Cecelia Hall George Watters II                                  | Jelölve  |
| 1987 | Oscar-díj                     | Legjobb vágás                        | Billy Weber Chris Lebenzon                                      | Jelölve  |
| 1987 | Oscar-díj                     | Legjobb hang                         | Donald O. Mitchell Kevin O'Connell Rick Kline William B. Kaplan | Jelölve  |
| 1987 | Brit Award                    | Legjobb filmzene                     |                                                                 | Elnyerte |
| 1987 | Golden Globe-díj              | Legjobb eredeti filmzene             | Giorgio Moroder Tom Whitlock "Take My Breath Away"              | Elnyerte |
| 1987 | Golden Globe-díj              | Best Original Score – Film           | Harold Faltermeyer                                              | Jelölve  |
| 1987 | Golden Screen                 |                                      | UIP (gyártó)                                                    | Elnyerte |
| 1987 | Golden Reel Award             | Best Sound Editing – ADR             |                                                                 | Elnyerte |
| 1987 | Golden Reel Award             | Best Sound Editing – Sound Effects   |                                                                 | Elnyerte |
| 1987 | People's Choice Award         | Kedvenc film                         |                                                                 | Elnyerte |

## Folytatás
2010. október 13-án a New York-i magazin arról számolt be, hogy a Paramount Pictures ajánlatokat tett, Jerry Bruckheimernek és Tony Scottnak, hogy írja meg a Top Gun folytatását. Christopher McQuarrie szintén ajánlatot kapott, hogy írja meg a folytatás forgatókönyvét. Az a hír járta, hogy Cruise karaktere, Maverick egy kisebb szerepet kap a második részben.
Amikor megkérdezték Tony Scottot az új Top Gun film ötletéről, így válaszolt: "Ez a világ elbűvölt, mert annyira különbözik, attól ami eredetileg volt. De én nem akarok egy remake-et csinálni. Nem akarom újra szabni a filmet. Egy új filmet akarok csinálni."